# Gretsch

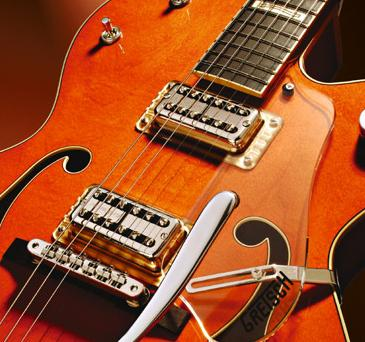
Gretsch-Gitarre

Gretsch ist ein US-amerikanisches Unternehmen, das verschiedene akustische und elektrische Saiteninstrumente sowie Schlagzeuge herstellt. Es wurde 1883 vom deutschen Emigranten Friedrich Gretsch aus Mannheim in Brooklyn gegründet und ist seitdem – mit Ausnahme der Jahre 1967 bis 1985 als Teil der Baldwin Piano Company – in Händen der Familie, insgesamt über fünf Generationen. Im Laufe der Firmengeschichte wurden verschiedene Kooperationsverträge geschlossen. Seit 2002 kontrolliert die Firma Fender als Inhaberin der Markenrechte die exklusive Produktion und den Vertrieb der Gitarrensparte, die Firma DW Drums übernahm im Jahr 2015 die weltweite Herstellung und Distribution der Schlagzeuge. Im Januar 2024 übernahm die Firma GEWA music GmbH aus Adorf/Vogtland die weltweite Lizenz für Gretsch Drums. Die Familie Gretsch ist allerdings nach wie vor im Besitz des Unternehmens.

## Geschichte

### Die Anfänge
Im Jahr 1873 emigrierte der 17-jährige Friedrich Gretsch aus Mannheim nach Brooklyn. Er kam zunächst bei seinem Bruder Wilhelm unter, der schon einige Jahre zuvor in die USA ausgewandert war. 1883 gründete Friedrich Gretsch eine kleine Werkstatt für die Fertigung von Banjos, Tamburinen und Trommeln. Andere Hersteller interessierten sich schnell für Gretschs Instrumente, wodurch das Geschäft sehr gut lief.
1895 starb Friedrich Gretsch unerwartet im Alter von 39 Jahren während eines Aufenthalts in Hamburg. Sein erst 15-jähriger Sohn Fred übernahm daraufhin das Unternehmen. Unterstützt wurde er von seiner Mutter und zwei seiner jüngeren Brüder: Walter und Louis Gretsch. Ab 1900 wurden in dem Familienunternehmen auch Mandolinen gebaut. Gleichzeitig trafen die ersten Bestellungen aus Europa ein, weshalb die „Fred Gretsch Mfg. Co.“ schließlich in ein zehnstöckiges Gebäude im Brooklyner Stadtteil Williamsburg umzog („The House Of Gretsch“, Broadway Nummer 60). Das Unternehmen war bereits zu einem der bekanntesten Hersteller von Musikinstrumenten der USA geworden.
Mit den um 1930 aufkommenden Big Bands wurde das Banjo allmählich von den Gitarren ersetzt. Das Unternehmen beschloss, nun auch Gitarren zu bauen. Gretsch verpflichtete neben dem Saxophonisten Charles „Duke“ Kramer den Gitarristen Jimmie Webster, welcher als erster Gitarrist das Tapping angewandt haben soll. Schließlich wurde 1939 die erste E-Gitarre von Gretsch veröffentlicht, die „Electromatic Line“. Da dieses Model floppte, veröffentlichte man im selben Jahr die „Synchromatic Line“. Dieses Archtop-Modell war wesentlich erfolgreicher.
Während des Zweiten Weltkriegs wurde der Instrumentenbau eingestellt und Gretsch wurde wie viele andere Unternehmen gezwungen, in die Rüstungsindustrie einzusteigen. 1942 übergab Fred Gretsch den Betrieb an seine Söhne Fred Gretsch jr. und William Gretsch. Fred jr. wurde aber von der US Army eingezogen. Somit leitete William Gretsch das Unternehmen bis zu seinem Krebstod 1948. Damit war Fred Gretsch jr. alleiniger Besitzer des Unternehmens. Das innovativste Instrument von Gretsch aus dieser Zeit war aber keine Gitarre, sondern ein Schlagzeug: Das „Gretsch Broadkaster Drum Set“. Der Name war der Grund, weshalb das Unternehmen Fender ihr erstes Solidbody-Gitarrenmodell, die „Fender Broadcaster“ in Telecaster umbenennen musste.

### Auf Erfolgskurs
Unter Fred Gretsch jrs. Leitung baute das Unternehmen vor allem Mitte der 1950er Jahre viele innovative Gitarren, beispielsweise das Modell 6120 und die „White Falcon“.
Den wichtigsten Beitrag zum Erfolg von Gretsch leistete Chet Atkins, einer der bedeutendsten Gitarristen seiner Zeit. Dank seines Endorsements erhielt Gretsch eine realistische Chance, im Wettbewerb gegen die bekannteren Hersteller Fender mit den Modellen Telecaster und Stratocaster sowie Gibson mit der Les Paul zu bestehen. Es gelang Gretsch, tausende Gitarren mit Chet Atkins’ Namenszug auf dem Schlagbrett abzusetzen, insbesondere die Modelle Country Gentleman (benannt nach einem erfolgreichen Stück von Chet Atkins auf dem 1959 erschienenen Album Mister Guitar) und Tennessean, eine preisgünstigere Version der Country Gentleman.
Viele Rockabilly-Gitarristen mit Vorbildern wie Eddie Cochran wählten Gretsch-Modelle, ebenso wie Cliff Gallup als Gitarrist von Gene Vincent und nicht zuletzt Elvis Presley persönlich. Elvis Presleys Gitarrist Scotty Moore bevorzugte Gitarren von Gibson, doch Presley selbst spielte auf der Bühne und im Tonstudio eine Variante der Gretsch Country Gentleman, die unter dem Namen Gretsch Country Classic später vertrieben wurde, (jetzt wieder Chet Atkins Country Gentleman überarbeitet mit Hilfe von Roger Field, einem Freund von Atkins).
Gretsch entwickelte sich bald zum ernsthaften Rivalen von Gibson und deren wichtigsten Konkurrenten, Fender und Rickenbacker. Einen weiteren Beitrag zum Erfolg von Gretsch leistete George Harrison, der Mitte der 1960er Jahre in der Ed Sullivan Show mit einer Country Gentleman, die er auch auf dem Album With the Beatles und auf Tourneen spielte, auftrat. In den auf diese Sendung folgenden zwölf Monaten stieg der jährliche Absatz des Modells von etwa 50 auf über 2000 Stück. Ab 1963 verwendete Harrison die Modelle 6119-Tennessean und Duo-Jet.

### TV-Präsenz und die erste zwölfsaitige Gitarre
Ab 1966 waren Produkte des Unternehmens jede Woche im Fernsehen zu sehen, da Gretsch die Gitarren und das Schlagzeug für die Gruppe The Monkees bereitstellte. Der Werbeeffekt war ähnlich erfolgreich wie der von Jimi Hendrix für die Fender Stratocaster oder der von Eric Clapton für die Gibson Les Paul. Schon bald konnte Gretsch der Nachfrage nach den Instrumenten nicht mehr nachkommen.
Nach dem Audiokommentar von Michael Nesmith der Folge I’ve Got a Little Song Here auf dem DVD-Set The Monkees: Season One bevorzugte Nesmith vor seiner Zeit bei den Monkees zwölfsaitige E-Gitarren. Zu jener Zeit stellte nur Rickenbacker solche Instrumente in Serie her. Der bluesig-nasale Gretsch-Klang gefiel Nesmith jedoch viel besser als der typische „poppige“ Klang einer Rickenbacker. Also ließ er sich von einem darauf spezialisierten Gitarrenbauer in Los Angeles eine Country Gentleman entsprechend umbauen. Diese Gitarre spielte er in der Pilotfolge der Fernsehserie The Monkees, Here Come The Monkees. (Hinweis: Nach eingehender Betrachtung des Filmmaterials handelt es sich bei der von Nesmith als Country Gentleman bezeichneten Gitarre in Wirklichkeit um eine Gretsch Nashville.)
Die erfolgreiche Pilotfolge führte zur Produktion der Fernsehserie. Nachdem man mit Gretsch wegen der Bereitstellung der benötigten Instrumente übereingekommen war, wandte sich Nesmith mit der Anfrage wegen einer zwölfsaitigen E-Gitarre an Fred Gretsch. Der stimmte zu und konstruierte die „blonde“ zwölfsaitige E-Gitarre, die Nesmith fortan in allen Monkees-Folgen sowie im Studio und auf der Bühne spielte. Fred Gretsch fand Gefallen an diesem Instrument und ließ sie fortan in Serie bauen.
Von 1966 bis 1968 produzierte Gretsch zudem die Gretsch 6123, ein sechssaitiges Monkees-Sondermodell.

### Verkauf, Produktionseinstellung und Wiederbelebung
Als Fred Gretsch sich 1967 zurückzog, gelang es ihm nicht, einen angemessenen Nachfolger für die Geschäftsleitung zu finden. Daher wurde Gretsch als Tochterunternehmen an die Baldwin Piano Company verkauft. In der Folge litt die Qualität der Instrumente und damit das Ansehen des Markennamens zunehmend unter Sparmaßnahmen. Man verlagerte die Produktionshallen nach Arkansas und die Büros nach Kansas. Brände in der Fabrik in den frühen 1970er Jahren verursachten zusätzliche schwere Probleme, so dass Baldwin die Produktion 1981 schließlich einstellte.
In den 1980er Jahren belebte Brian Setzer von den Stray Cats mit einem Rockabilly-Revival das Interesse an Gretsch-Instrumenten; heute produziert Gretsch ein entsprechendes Sondermodell. Auch Chris Isaaks Wechsel zum Mainstream-Rock trug zum neuen Erfolg bei. Der prägnante Gretsch-Gitarrensound bildete geradezu ein Erkennungsmerkmal seiner Band Silvertone. Er weckte das Interesse des Avantgarde-Filmregisseurs David Lynch an Isaaks Musik, der sie in seinen Filmen Blue Velvet (1986) und Wild at Heart (1990) einsetzte, um eine surreale 1950er Jahre-Atmosphäre zu erzeugen. 1997 wurde die australische Punk/Rockabilly-Band The Living End erfolgreich. Zu den zahlreichen von ihrem Gitarristen Chris Cheney verwendeten Gretsch-Modellen zählen eine „White Falcon“ und eine „Duo Jet“. Das war jedoch keine Premiere: Bereits Billy Zoom der US-Punk-Band X spielte eine Silver Jet, während Hardrock-Gitarrist Malcolm Young von AC/DC eine Duo Jet mit zwei Cutaways und gelegentlich eine White Falcon benutzte (etwa im Video zu Back in Black.) Als prägnantes Markenzeichen gilt seit den frühen 80ern die Gretsch White Falcon 1 von Billy Duffy, Gitarrist von The Cult. In den 1990er Jahren spielte Chris Cornell von Soundgarden eine Duo Jet, etwa im Video zu Black Hole Sun. Im Videoclip zu Malibu von Hole begleitet sich Frontfrau Courtney Love auf einer Gretsch. Der Titel Californication von den Red Hot Chili Peppers wurde auf einer originalen White Falcon aus den 50er Jahren eingespielt, die ebenfalls im Video zu sehen ist. Weitere Nutzer sind Ross Phillips von Hard-Fi und Gerret „The G-Man“ von The Roundhousekicks. Bono von U2 besitzt ebenfalls ein eigenes Sondermodell, die grüne „Irish Falcon“, auf deren Schlagbrett der Slogan „The Goal Is Soul“ aufgedruckt ist.

### Übernahme durch Fender und Kaman
Im Jahr 2003 schlossen Gretsch und Fender eine Vereinbarung, mit der Fender die überwiegende Kontrolle über die Herstellung und den Vertrieb von Gitarren übertragen wurde und sie damit auch im bislang von Gibson dominierten Markt für Halbresonanzgitarren Fuß fassen konnten. Zuletzt erschienen in rascher Folge neue und Verbesserungen alter Modelle.
Die Gretsch-Familie betätigt sich weiterhin im mittlerweile von der Kaman Music Corporation übernommenen Bereich für Schlagzeuge, deren Qualität nach wie vor als solide angesehen wird. 2008 feierte Gretsch sein 125-jähriges Firmenjubiläum.

### Verkauf der Schlagzeugsparte an DW (Drum Workshop)
Am 7. Januar 2015 wurde Gretsch Drums an DW (Drum Workshop) verkauft.

## Gitarren

### Modelle

#### Professional Collection

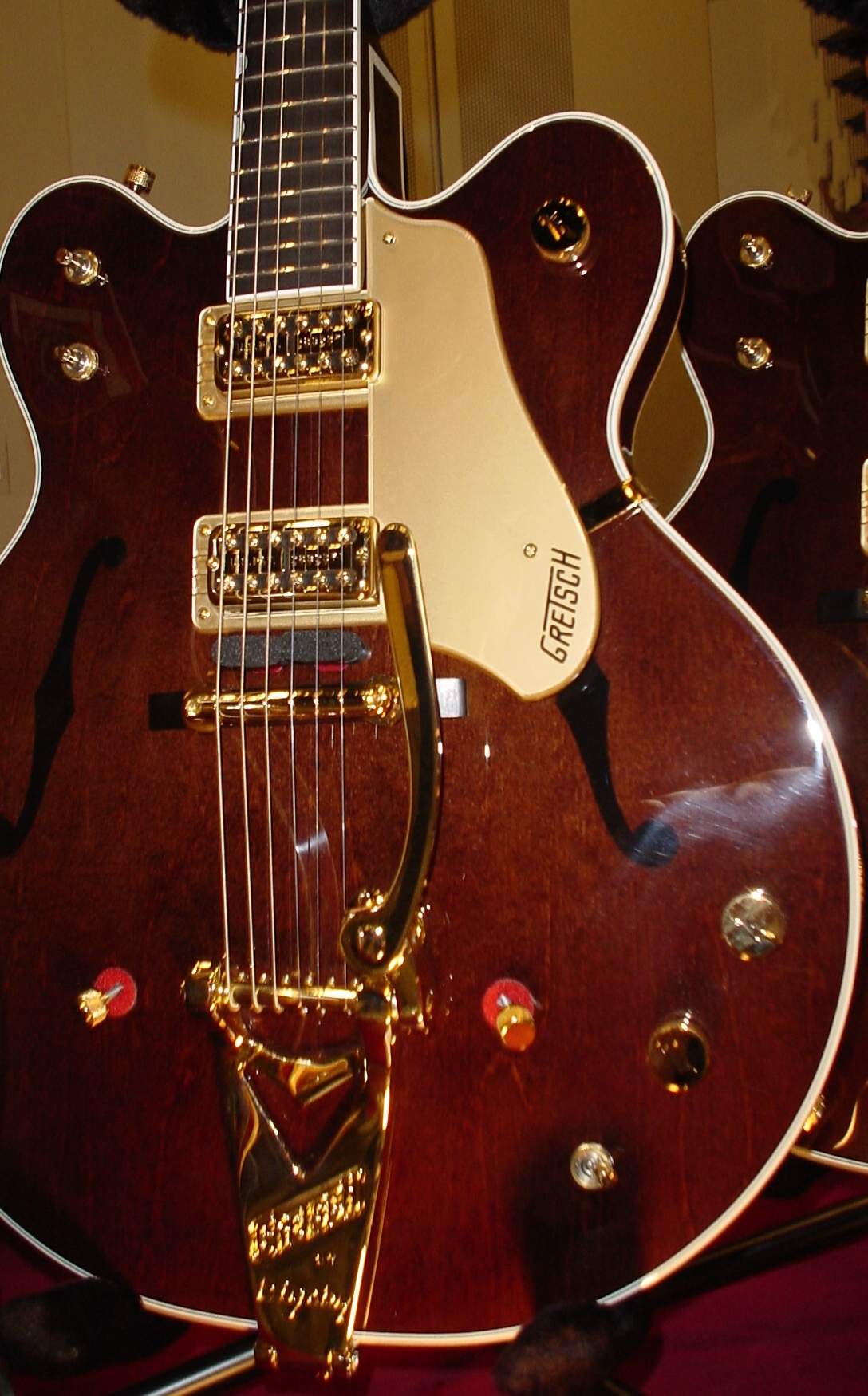
Chet Atkins Country Gentleman

| Hollow Body Models              | Solid Body Models                                                                | Acoustic Models              |
| ------------------------------- | -------------------------------------------------------------------------------- | ---------------------------- |
| Falcon Country Club Anniversary | Duo Jet Power Jet Silver Jet Sparkle Jet Jet Firebird Power Jet Firebird Penguin | Synchromatic Archtop Rancher |

| Künstler                   | Modelle                                                                                                 |
| -------------------------- | --- |
| Chet Atkins                | Chet Atkins Country Gentleman Chet Atkins Hollow Body Chet Atkins Solid Body Chet Atkins Tennessee Rose |
| Brian Setzer               | Brian Setzer Black Phoenix Brian Setzer Nashville Brian Setzer Hot Rod                                  |
| Billy Gibbons / Bo Diddley | Billy-Bo Jupiter Thunderbird                                                                            |
| Bo Diddley                 | Bo Diddley Signature                                                                                    |
| Bono                       | Bono Irish Falcon                                                                                       |
| Jimmie Vaughan             | Jimmie Vaughan Synchromatic                                                                             |
| Keith Scott                | Keith Scott Nashville                                                                                   |
| Malcolm Young              | Malcolm Young I Malcolm Young II                                                                        |
| Reverend Horton Heat       | Reverend Horton Heat Signature                                                                          |
| Stephen Stills             | Stephen Stills White Falcon                                                                             |
| Patrick Stump              | Stump-O-Matic Electromatic Corvette                                                                     |
| George Harrison            | G6128T-GH George Harrison Signature Duo Jet                                                             |
| Martin L. Gore             | G6618-MG Martin Gore Anniversary                                                                        |

#### Electromatic Collection
Einige Modelle sind in verschiedenen Ausführungen, beispielsweise mit Bigsby-Tremolo, als Doublecut oder mit goldener Hardware erhältlich - je nach Ausstattungsvariante sind die letzten beiden Ziffern der Modellbezeichnung unterschiedlich.
| Hollow Body Modelle | Solid Body Modelle | Bass Modelle                                                               | Lap Steel Modelle              |
| --- | --- | -------------------------------------------------------------------------- | ------------------------------ |
| Electromatic Hollow Body (G5420-Serie) Electromatic Center Block (G5620-Serie) Electromatic Center Block Jr. (G5655T) Electromatic Rat Rod & Tri-Five (G5410T) | Electromatic Jet Club (G5425) Electromatic Pro Jet (G5220 & G5230T) Electromatic Double Jet (G5222 & G5232T) Electromatic Jet Baritone (G5260) Electromatic Corvette (G5135) | Electromatic Junior Jet Bass (G2220) Electromatic Hollow Body Bass (G5440) | Electromatic Lap Steel (G5700) |

#### Streamliner Collection
Einige Modelle sind in verschiedenen Ausführungen, beispielsweise mit Bigsby-Tremolo, unterschiedlichen Tonabnehmern erhältlich - je nach Ausstattungsvariante sind die letzten beiden Ziffern der Modellbezeichnung unterschiedlich.
| Hollow Body Modelle                                                                                           | Solid Body Modelle                             |
| --- | ---------------------------------------------- |
| Streamliner Hollow Body (G2420 & G2604) Streamliner Center Block (G2622) Streamliner Center Block Jr. (G2655) | Streamliner Jr. Jet Club (G2210, G2215, G2217) |

#### Sonstige
Flat Top Collection (Akustik)
- Dreadnought
- Rancher Jumbo
- Rancher Junior

Synchromatic Collection (Archtop Models)
- Synchromatic Archtop

Ukulelen, Banjos

### Bekannte Gretsch-Gitarristen

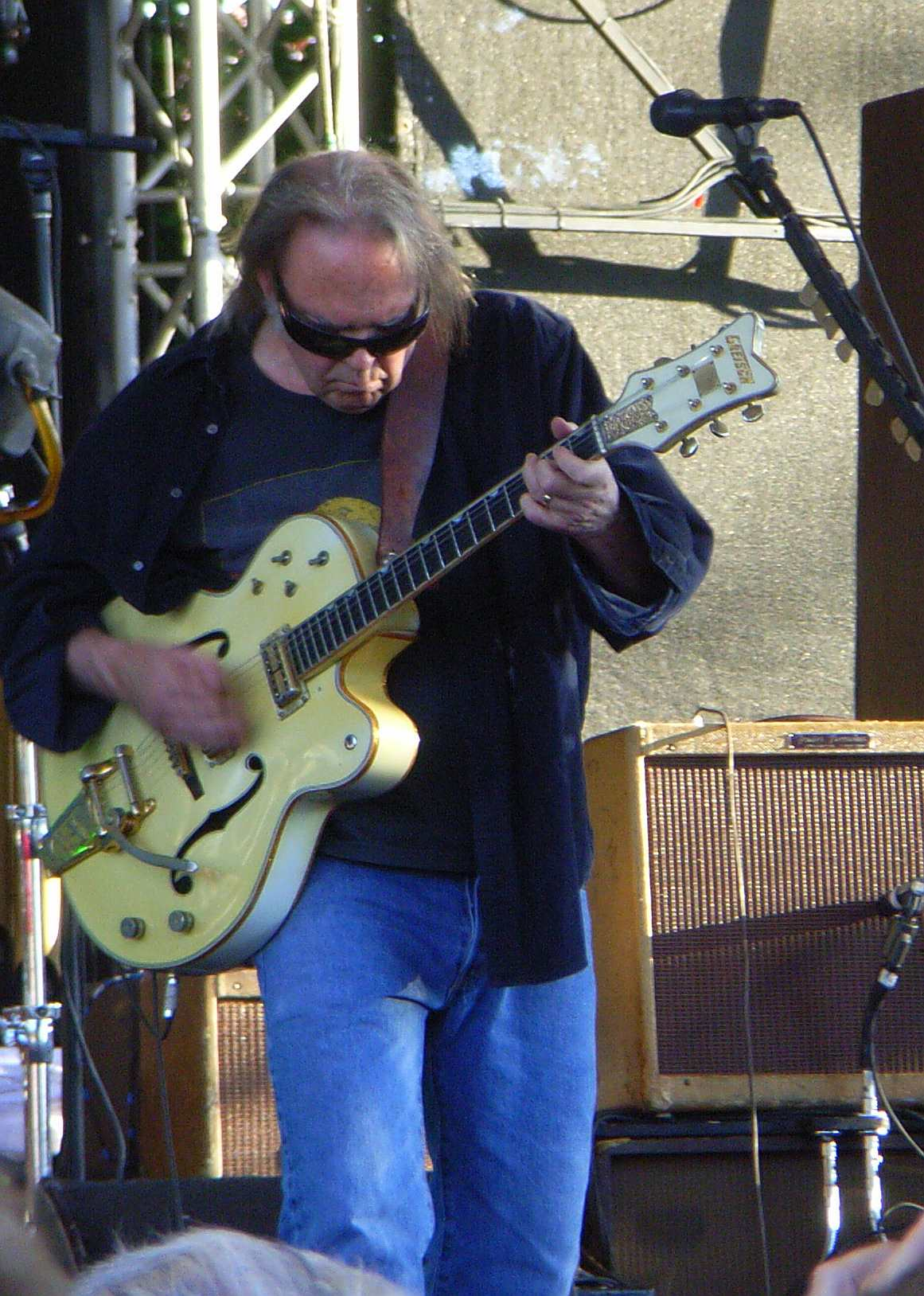
Neil Young spielt eine White Falcon

- Tim Armstrong – Rancid, Transplants, Solokünstler
- Bono – U2 – eigene Signature Gretsch „Irish Falcon“
- Charlie Burchill – Simple Minds
- Chris Cheney – The Living End
- Eddie Cochran – Solokünstler
- Chris Cornell – Soundgarden, Audioslave, Solokünstler
- Sheryl Crow – auf dem Album „Sheryl Crow“, auf der Bühne bei „Sweet Rosalyn“
- Bo Diddley – Solokünstler
- Billy Duffy – The Cult
- Duane Eddy – Instrumentalist der 1950er, gilt als Erfinder des Twang
- John Frusciante – Red Hot Chili Peppers, Solokünstler – benutzte eine 1955er Gretsch White Falcon
- Billy Gibbons – ZZ Top
- David Gilmour – Pink Floyd, Solokünstler
- Martin L. Gore – Depeche Mode
- Freddie Green – Count Basie Orchestra, Gretsch Eldorado (Archtop)[6]
- John Gourley – Leadsänger und Gitarrist der Band Portugal.The Man.
- J. B. Gouthier – Ray & The Rockets, Gretsch „Monkee“
- George Harrison – The Beatles, Solokünstler
- Jim Heath – Gitarrist und Bandleader der Gruppe Reverend Horton Heat sowie Reverend Organ Drum
- Chris Isaak – Chris Isaak w/ Silvertone, Solokünstler
- Brian Jones – The Rolling Stones[7]
- Mike Kerr – Royal Blood
- Josh Klinghoffer – ehemaliger Gitarrist der Red Hot Chili Peppers – benutzt eine Gretsch White Penguin
- Heinz Rudolf Kunze – Rocksänger & Liedermacher; Gretsch „White Falcon“
- Johnny Marr – The Smiths
- Tex Morton – Sunny Domestozs, Ray & the Rockets
- Poison Ivy – Gitarristin – The Cramps, spielt(e) seit 1985 eine 1958er Gretsch „6120 Hollow-Body“
- Sven Regener – Element of Crime
- Keith Scott – Bryan Adams, eigene Signature Gretsch „6120 Keith Scott“
- Brian Setzer – The Brian Setzer Orchestra, Stray Cats, Solokünstler
- Robert Smith – The Cure
- John Squire – Stone Roses
- Stephen Stills – Buffalo Springfield, Crosby, Stills and Nash (and Young), Solokünstler
- Patrick Stump – Fall Out Boy, eigene Signature-Gretsch „Stump-O-Matic“
- Arnim Teutoburg-Weiß – Beatsteaks
- The Edge – U2
- Farin Urlaub – Die Ärzte
- Jack White – The White Stripes, The Raconteurs
- Malcolm Young – AC/DC
- Neil Young – Solokünstler, Crosby, Stills, Nash & Young

## Schlagzeuge

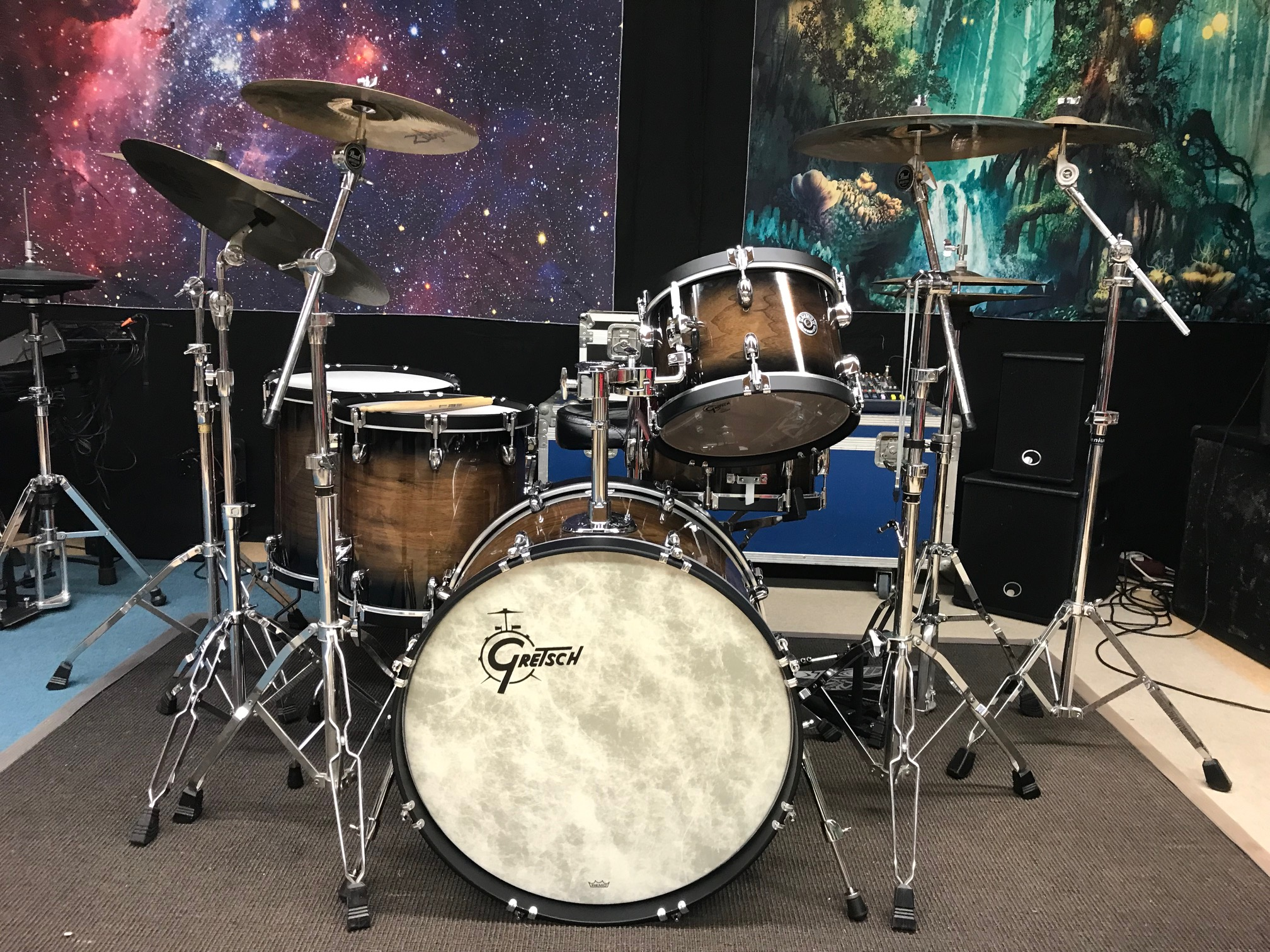
Gretsch Drumset Catalina Special Edition 2020 mit 7-lagigen Hybridkesseln aus Walnuss- und Ahorn- sowie Spannreifen aus Ahornholz (Wood Hoops)

Seit 1883 gibt es Schlagzeuge der Marke Gretsch. Bis heute sind sie insbesondere für den Einsatz in  Jazz- und Rockmusik sehr gefragt. Die Bezeichnung der Gretsch Schlagzeug-Linie Broadkaster bildete den Anlass dafür, dass Leo Fender den Namen seiner bahnbrechenden ersten Solidbody-E-Gitarre änderte. Diese hatte zunächst „Broadcaster“ geheißen, wurde jedoch in „Telecaster“ umbenannt. Instrumente völlig ohne Bezeichnung aus der Übergangsphase, die sogenannten „Nocasters“, sind heute extrem seltene Sammlerstücke.

### Modelle
- Blackhawk
- Catalina Club Rock
- Catalina Club Mod
- Catalina Club Jazz
- Catalina Ash
- Catalina Birch
- Catalina Maple
- Renown Maple
- New Classic
- Brooklyn
- USA Custom

Signature-Modelle
- Steve Ferrone Signature
- Vinnie Colaiuta Signature

Special Edition
- Catalina Special Edition Walnut/Maple (nur erhältlich im Jahr 2020)
- Broadkaster Series
- USA Maple Series

### Datieren von GRETSCH Drums
Durch zwei große Brände in den GRETSCH Fabriken in der Vergangenheit wurden die meisten historischen Aufzeichnungen vernichtet, einschließlich der Seriennummern der Schlagzeugproduktion. Deshalb ist es leider nicht möglich, exakte Produktionsjahre anhand der Seriennummer zu nennen.
Um einen groben Anhaltspunkt zum Alter einzelner GRETSCH Drums zu geben, bleibt nur einen genauen Blick auf die Badges (Typenschilder) zu werfen:
Badge #1 (1920–1971)
Das originale GRETSCH Round Badge Design -
Dies war das erste Badge, das auf GRETSCH Drum Sets zum Einsatz kam. Das Badge war rund mit dem Schriftzug „GRETSCH“ oben und „DRUM MAKERS SINCE 1883“ unten. Eine genauere Datierung ist dann nur noch über den Kessel an sich (3-lagig bis irgendwann in den 50er Jahren, danach 6-lagig) und die verwendete Kesselhardware möglich. Die letzten GRETSCH Drums mit dem Round Badge wurden im Jahre 1971 produziert.
Badge #2 (1972–1979)
Das „Stop Sign“ Badge -
Das achteckige Messing-Badge zeigte den GRETSCH Schriftzug mit seitwärts verlängertem „T“. Links neben der Luftausgleichsloch-Öse, mittels derer das Badge befestigt war, war das Wort „DRUMS“ zu finden, rechts der Öse stand „U.S.A.“ Unter dem Luftloch war der Slogan „THAT GREAT GRETSCH SOUND“ zu lesen.
Badge #3 (1979–1980)
2. Version des „Stop Sign“ Badges -
Produktion ab Ende 1979. Dieses Badge ähnelt dem Vorherigen stark, jedoch kehrten GRETSCH wieder zu ihrem Claim „DRUM MAKERS SINCE 1883“ in Blockbuchstaben zurück.
Badge #4 (1980)
Ein erstes Auftauchen des aktuellen Badges -
Aufgrund der Popularität immer größerer, individuellerer Drum Sets wurde das GRETSCH Badge als Quadrat mit abgeschnittenen Ecken gestaltet. Egal, wie man die Trommel platzierte, das Logo Badge sah immer gleich aus. Der GRETSCH Schriftzug war über der Öse in Blockbuchstaben und unterhalb nochmals kopfüber platziert. „U.S.A.“ stand links und rechts neben der Öse, links ebenfalls kopfüber.
Badge #5 (Anfang 1981)
Kurze Rückkehr zum „Stop Sign“ -
Diesmal kam jedoch der GRETSCH Schriftzug mit dem charakteristischen „G“ zum Einsatz sowie unterhalb der Öse „DRUM MAKERS SINCE 1883“.
Badge #6 (Ende 1981 bis heute)
Das Modern Day Badge -
Ende 1981 kehrte das quadratische „180° drehbare“ Badge aus Messing zurück. Dieses Badge ziert bis heute jede GRETSCH USA Custom Drum.
Hier sind noch die BROADKASTER und USA MAPLE Badges zu erwähnen. Von der Form genau wie das „Modern Day“ Badge sind diese jedoch statt des üblichen Messings in antiker Zinn-Optik gehalten. Die moderne BROADKASTER Serie wurde 1998 wieder aufgelegt. Die Kesselhardware ist bei diesen Drums in „Gunmetal-Finish“ gehalten. Die USA MAPLE Serie gibt es seit Mitte 2001.

### Auswahl von Gretsch-Schlagzeugern
- Cindy Blackman
- Art Blakey
- Rob Bourdon – Linkin Park
- Vinnie Colaiuta – Studio/Session
- Phil Collins – Genesis, Solokünstler
- Joachim Fuchs-Charrier – diverse Jazzformationen, Solokünstler
- Taylor Hawkins – Foo Fighters
- Levon Helm - The Band
- Elvin Jones
- Debbi Peterson – The Bangles
- Peter Schorowsky – Böhse Onkelz
- Bill Stewart
- Charlie Watts – The Rolling Stones
- Tony Williams – Miles Davis, Solokünstler